# Suokkaansaari
Suokkaansaari är en ö i Finland. Den ligger i sjön Saimen och i kommunen Puumala i den ekonomiska regionen  S:t Michel och landskapet Södra Savolax, i den södra delen av landet, 200 km nordost om huvudstaden Helsingfors. Öns area är 1,4 hektar och dess största längd är 260 meter i öst-västlig riktning.